# Puente de cuerda inca
Los puentes de cuerda incas son un tipo de puente de suspensión simple que fueron construidos por el Imperio inca con la finalidad de cruzar cañones, quebradas y ríos (pongos). Fueron denominados «de maroma» o «de hamaca» por los españoles y simppachaca (del quechua cimpa o cimpaska, cuerda, y chaca, puente) por los incas.
Eran una parte integral de la red vial del Tahuantinsuyo y son un buen ejemplo del nivel de desarrollo de la ingeniería inca. Se los construía para salvar distancias de hasta 50 o 60 m, fueron los puentes más largos que construyeron. Los puentes de este tipo eran útiles debido a que los incas no usaban transporte sobre ruedas -el tráfico se limitaba a peatones y ganado- y eran frecuentemente utilizados por corredores chasqui que entregaban mensajes por todo el imperio.
El estudio su arquitectura por parte de los ingenieros europeos durante el siglo XVIII fue importante para el desarrollo de los puentes colgantes modernos.

## Construcción y mantenimiento
Los puentes se construían tejiendo fibras vegetales, siendo la más utilizada la raíz de maguey (Agave americana). También utilizaban un arbusto que llamaban chilca (presumiblemente Baccharis fevillei) y un tipo de Ficus no identificado que denominaban chilina. Del lloque (Kageneckia lanceolata) extraían varillas. La sujeción la realizaban sobre troncos de Schinus molle.
Un método de construcción consiste en trenzar unas cuerdas delgadas y débiles a partir un tipo de hierba denominada ichu (Stipa ichu). Con treinta de dichas cuerdas se forma una soga, la cual es mucho más resistente. Con dos sogas entrelazadas se realiza la barandilla y con varias unidas se forma el suelo. La tarea se divide entre hombres y mujeres, y el puente completo debe restaurarse una vez al año. Dicha tarea recaía en los aldeanos locales como parte la mita.

## Historia
Según la tradición, el puente construido sobre el río Apurímac, cuya construcción fue ordenada por el inca Mayta Cápac (1290-1320), fue el primero de este tipo. La construcción de dichos puentes fue fundamental en las campañas de expansión del imperio y, usualmente, ambas acciones estaban íntimamente ligadas. En su época de máxima expansión, llegó a haber unos 200 puentes, entre todos sus tipos, a lo largo de los 23 000 km de caminos construidos a través de los Andes.
Durante la conquista del Perú, estos puentes fueron importantes para el movimiento de tropas hacia Cuzco. Hernando Pizarro tuvo que dejar 300 hombres apostados en la defensa de uno de ellos para evitar que fuera quemado por los incas.
Con el tiempo, los españoles notaron que los puentes colgantes tradicionales no siempre resistían el paso de mulas, caballos o incluso llamas, lo que obligaba a vadear los ríos y cañones con el correspondiente riesgo que esto suponía. Es por ello que, a lo largo del siglo XVII comenzaron a reemplazarlos. Al principio utilizaron puentes de arco, ya sea de madera o de piedra, pero las inundaciones derribaban los primeros y los terremotos los segundos.
Entre los años 60 y 70 del siglo XX, los pobladores locales abandonaron por completo la continua restauración de los puentes que aun persistían, con la excepción del puente Queshuachaca. Y, aunque este prácticamente no se utiliza, debido a la construcción de un puente más estable justo a su lado, la continua restauración se mantiene debido principalmente a la tradición y a la creencia de que el no hacerlo enfadaría a la pachamama. En 2013, la técnica de construcción del puente Queshuachaca fue incluida en la Lista Representativa del Patrimonio Cultural Inmaterial de la Humanidad.